# Albuna
Albuna là một chi bướm đêm thuộc họ Sesiidae.

## Các loài
- Albuna fraxini (Edwards, 1881)
- Albuna pyramidalis (Walker, 1856)
- Albuna bicaudata  Eichlin, 1989
- Albuna polybiaformis  Eichlin, 1989
- Albuna rufibasilaris  Eichlin, 1989